# Dictyna

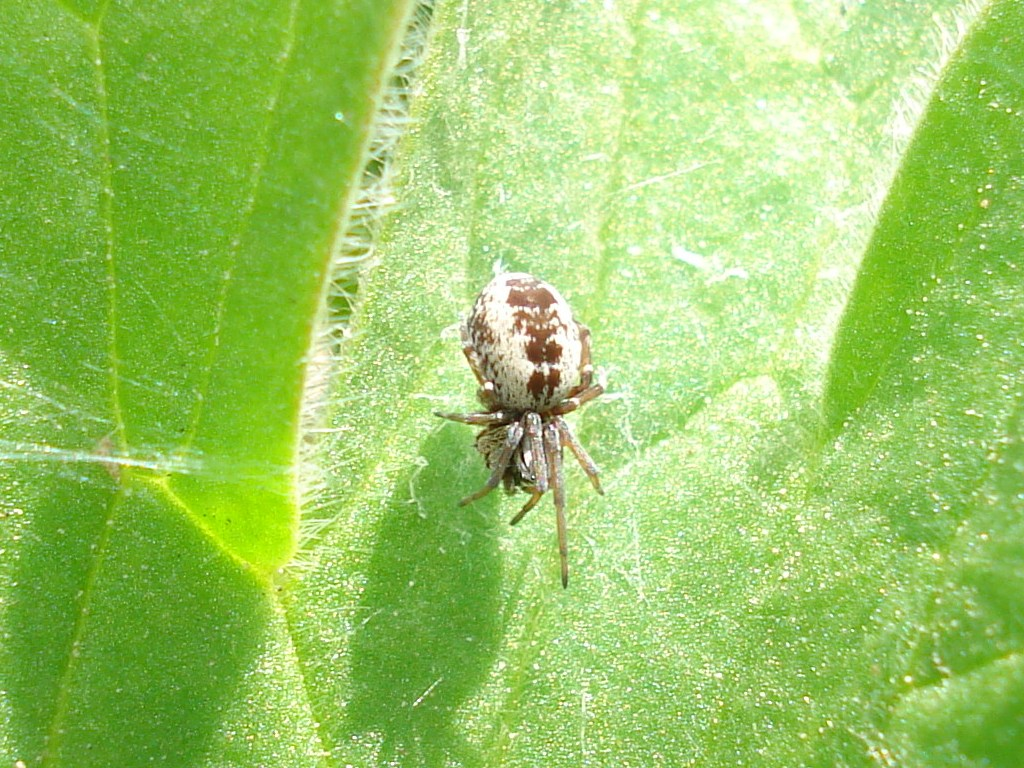
Dictyna civica

Dictyna és un gènere d'aranyes araneomorfes de la família dels dictínids (Dictynidae). Fou descrita per primera vegada l'any 1833 per Sundevall.

## Taxonomia
Segons el World Spider Catalog del 28 de novembre de 2018, existeixen les següents espècies:
- Dictyna abundans Chamberlin & Ivie, 1941 – EUA
- Dictyna agressa Ivie, 1947 – EUA
- Dictyna alaskae Chamberlin & Ivie, 1947 – Amèrica del Nord, Europa del Nord, Rússia (des d'Europa a Orient llunyà)
- Dictyna albicoma Simon, 1893 – Veneçuela
- Dictyna albida O. Pickard-Cambridge, 1885 – Índia, Pakistan, Xina (Yarkand)
- Dictyna albopilosa Franganillo, 1936 – Cuba
- Dictyna albovittata Keyserling, 1881 – Perú
- Dictyna alyceae Chickering, 1950 – Panamà
- Dictyna andesiana Berland, 1913 – Equador
- Dictyna annexa Gertsch & Mulaik, 1936 – EUA, Mèxic
- Dictyna apacheca Chamberlin & Ivie, 1935 – EUA
- Dictyna armata Thorell, 1875 – Ucraïna, Geòrgia?
- Dictyna arundinacea (Linnaeus, 1758) (espècie tipus) – Amèrica del Nord, Europa, Turquia, Caucas, Rússia (des d'Europa a Orient llunyà), l'Àsia central, Xina, Corea, Japó
- Dictyna bellans Chamberlin, 1919 – EUA, Mèxic
- Dictyna bispinosa Simon, 1906 – Myanmar
- Dictyna bostoniensis Emerton, 1888 – EUA, Canadà
- Dictyna brevitarsa Emerton, 1915 – EUA, Canadà
- Dictyna cafayate Mello-Leitão, 1941 – Argentina
- Dictyna calcarata Banks, 1904 – EUA, Mèxic. Introduït a Hawaii
- Dictyna cambridgei Gertsch & Ivie, 1936 – Mèxic
- Dictyna cavata Jones, 1947 – EUA, Cuba
- Dictyna cebolla Ivie, 1947 – EUA
- Dictyna chandrai Tikader, 1966 – Índia
- Dictyna cholla Gertsch & Davis, 1942 – EUA, Mèxic
- Dictyna colona Simon, 1906 – Nova Caledònia
- Dictyna coloradensis Chamberlin, 1919 – EUA
- Dictyna columbiana Becker, 1886 – Veneçuela
- Dictyna cronebergi Simon, 1889 – Turkmenistan
- Dictyna crosbyi Gertsch & Mulaik, 1940 – EUA
- Dictyna dahurica Danilov, 2000 – Rússia (Sud de Sibèria)
- Dictyna dauna Chamberlin & Gertsch, 1958 – EUA, I. Bahames
- Dictyna denisi (Lehtinen, 1967) – Níger
- Dictyna donaldi Chickering, 1950 – Panamà
- Dictyna dunini Danilov, 2000 – Rússia (Urals a Orient llunyà)
- Dictyna ectrapela (Keyserling, 1886) – Perú
- Dictyna felis Bösenberg & Strand, 1906 – Rússia (Orient llunyà), Xina, Corea, Japó
- Dictyna fluminensis Mello-Leitão, 1924 – Brazil
- Dictyna foliacea (Hentz, 1850) – EUA, Canadà
- Dictyna foliicola Bösenberg & Strand, 1906 – Rússia (Orient llunyà), Xina, Corea, Japó
- Dictyna formidolosa Gertsch & Ivie, 1936 – EUA, Canadà
- Dictyna fuerteventurensis Schmidt, 1976 – I. Canàries
- Dictyna gloria Chamberlin & Ivie, 1944 – EUA
- Dictyna guerrerensis Gertsch & Davis, 1937 – Mèxic
- Dictyna guineensis Denis, 1955 – Guinea
- Dictyna hamifera Thorell, 1872 – Grenlàndia, Finlàndia, Rússia (Sibèria)
- Dictyna idahoana Chamberlin & Ivie, 1933 – EUA
- Dictyna ignobilis Kulczyński, 1895 – Moldova, Armènia
- Dictyna incredula Gertsch & Davis, 1937 – Mèxic
- Dictyna jacalana Gertsch & Davis, 1937 – Mèxic
- Dictyna juno Ivie, 1947 – EUA
- Dictyna kosiorowiczi Simon, 1873 – Mediterrani occidental
- Dictyna laeviceps Simon, 1911 – Algèria
- Dictyna lecta Chickering, 1952 – Panamà
- Dictyna linzhiensis Hu, 2001 – Xina
- Dictyna livida (Mello-Leitão, 1941) – Argentina
- Dictyna longispina Emerton, 1888 – EUA
- Dictyna major Menge, 1869 – Amèrica del Nord, Europa, Rússia (Europa a Orient llunyà), Tajikistan, Xina
- Dictyna marilina Chamberlin, 1948 – EUA
- Dictyna meditata Gertsch, 1936 – Mèxic a Panamà, Cuba
- Dictyna miniata Banks, 1898 – Mèxic
- Dictyna minuta Emerton, 1888 – EUA, Canadà
- Dictyna moctezuma Gertsch & Davis, 1942 – Mèxic
- Dictyna mora Chamberlin & Gertsch, 1958 – EUA
- Dictyna namulinensis Hu, 2001 – Xina
- Dictyna navajoa Gertsch & Davis, 1942 – Mèxic
- Dictyna nebraska Gertsch, 1946 – EUA
- Dictyna obydovi Marusik & Koponen, 1998 – Rússia (Sud Sibèria)
- Dictyna ottoi Marusik & Koponen, 2017 – Azerbaidjan, Geòrgia
- Dictyna palmgreni Marusik & Fritzén, 2011 – Finland, Rússia (Europa a nord-est de Sibèria)
- Dictyna paramajor Danilov, 2000 – Rússia (Sud de Sibèria)
- Dictyna peon Chamberlin & Gertsch, 1958 – EUA, Mèxic
- Dictyna personata Gertsch & Mulaik, 1936 – EUA, Mèxic
- Dictyna pictella Chamberlin & Gertsch, 1958 – EUA
- Dictyna procerula Bösenberg & Strand, 1906 – Japó
- Dictyna puebla Gertsch & Davis, 1937 – Mèxic
- Dictyna pusilla Thorell, 1856 – Europa, Turquia, Caucas, Rússia (Europa a Orient llunyà), Âsia Central
- Dictyna quadrispinosa Emerton, 1919 – EUA
- Dictyna ranchograndei Caporiacco, 1955 – Veneçuela
- Dictyna saepei Chamberlin & Ivie, 1941 – EUA
- Dictyna saltona Chamberlin & Gertsch, 1958 – EUA
- Dictyna sancta Gertsch, 1946 – EUA, Canadà
- Dictyna schmidti Kulczyński, 1926 – Rússia (Sibèria Occidental a Orient llunyà)
- Dictyna secuta Chamberlin, 1924 – EUA, Mèxic
- Dictyna sierra Chamberlin, 1948 – EUA
- Dictyna similis Keyserling, 1878 – Uruguay
- Dictyna simoni Petrunkevitch, 1911 – Veneçuela
- Dictyna sinaloa Gertsch & Davis, 1942 – Mèxic
- Dictyna siniloanensis Barrion & Litsinger, 1995 – Philippines
- Dictyna sinuata Esyunin & Sozontov, 2016 – Ukraine, Rússia (Europa)
- Dictyna sonora Gertsch & Davis, 1942 – Mèxic
- Dictyna sotnik Danilov, 1994 – Rússia (Sud Sibèria)
- Dictyna subpinicola Ivie, 1947 – EUA
- Dictyna sylvania Chamberlin & Ivie, 1944 – EUA
- Dictyna szaboi Chyzer, 1891 – Hongria, Rep. Txeca, Eslovàquia, Rússia (Europa), Kazakhstan
- Dictyna tarda Schmidt, 1971 – Equador
- Dictyna terrestris Emerton, 1911 – EUA
- Dictyna togata Simon, 1904 – Chile
- Dictyna tridentata Bishop & Ruderman, 1946 – EUA
- Dictyna tristis Spassky, 1952 – Tajikistan
- Dictyna trivirgata Mello-Leitão, 1943 – Xile
- Dictyna tucsona Chamberlin, 1948 – EUA, Mèxic
- Dictyna tullgreni Caporiacco, 1949 – Kenya
- Dictyna turbida Simon, 1905 – Índia, Sri Lanka
- Dictyna tyshchenkoi Marusik, 1988 – Rússia (Urals a Orient llunyà)
- Dictyna ubsunurica Marusik & Koponen, 1998 – Rússia (Sud de Sibèria)
- Dictyna umai Tikader, 1966 – Índia
- Dictyna uncinata Thorell, 1856 – Europa, Turquia, Caucas, Rússia (Europa a Orient llunyà), Âsia Central, Xina, Japó
- Dictyna uvs Marusik & Koponen, 1998 – Rússia (Sud de Sibèria)
- Dictyna vittata Keyserling, 1883 – Perú
- Dictyna volucripes Keyserling, 1881 – Amèrica del Nord
- Dictyna vultuosa Keyserling, 1881 – Perú
- Dictyna xizangensis Hu & Li, 1987 – Xina
- Dictyna yongshun Yin, Bao & Kim, 2001 – Xina
- Dictyna zhangmuensis Hu, 2001 – Xina